# Afroscirpoides
Afroscirpoides, monotipski biljni rod u porodici šiljovki, dio reda travolike. Jedina vrsta je A. dioeca iz Južnoafričke Republike, Bocvane i Namibije
Rod je opisan 2015. godine.

## Sinonimi
- Isolepis dioeca Kunth
- Scirpoides dioeca (Kunth) Browning
- Scirpus dioecus (Kunth) Boeckeler
- Scirpus schinzii Boeckeler